# Mimastracella
Mimastracella es un género de escarabajos  de la familia Chrysomelidae. En 1903 Jacoby describió el género. Contiene las siguientes especies:
- Mimastracella acuminata
- Mimastracella antennalis
- Mimastracella arizonicus (Uhmann, 1938)
- Mimastracella bicolor
- Mimastracella brunnea
- Mimastracella dorsalis (Thunberg, 1805)
- Mimastracella flavomarginata
- Mimastracella floridanus (Butte, 1968)
- Mimastracella hirsuta
- Mimastracella horni Smith, 1885
- Mimastracella lateralis
- Mimastracella mundulus (Sanderson, 1951)
- Mimastracella notata (Olivier, 1808)
- Mimastracella ochracea
- Mimastracella palpalis
- Mimastracella pubicollis
- Mimastracella rostratus
- Mimastracella scapularis (Olivier, 1808)
- Mimastracella submetallica
- Mimastracella vietnamica
- Mimastracella violacea
- Mimastracella zaitzevi